# Каргалинская диадема
Каргалинская диадема — произведение прикладного искусства усуней, которое хранится в Центральном государственном музее Республики Казахстан.
На диадеме есть драгоценные камни, что позволяет говорить о полихромном стиле. Диадема характерна для среднеазиатского искусства III века до н. э. — II века н. э. Была найдена в ходе археологических раскопок в 1939 году в урочище Мыношакты (Каргалинское ущелье) близ города Алма-Аты. Вместе с диадемой обнаружены и другие золотые предметы, составляющие т. н. Каргалинский клад.
Выполнена техникой штамповки в виде двух золотых инкрустированных драгоценными камнями прямоугольных пластинок общей длиной 35 см и шириной 4,7 см. Внутреннее поле заполнено растительным орнаментом, в который искусно вплетены фантастические изображения зверей, птиц и человека. Характерные черты и повадки животных переданы довольно реалистично.